# Żurawka (Świrna)
Żurawka – część wsi Świrna w Polsce, położona w województwie świętokrzyskim, w powiecie ostrowieckim, w gminie Bodzechów.
W latach 1975–1998 Żurawka administracyjnie należała do województwa kieleckiego.